# Daniel Barragán
Daniel Hugo Barragán Coloma (Lima, 21 de agosto de 1961) es un político y militar (retirado) peruano, con el rango de capitán. Fue el ministro de Defensa del Perú, entre septiembre y diciembre de 2022; en el gobierno de Pedro Castillo.

## Biografía
Daniel Hugo nació el 21 de agosto de 1961, en la ciudad peruana de Lima.
Estudió en el Colegio Maristas y en el Colegio Militar Leoncio Prado (Lima), ingresando a la Escuela de Oficiales de la Fuerza Aérea del Perú en 1981.
Obtuvo la licenciatura en Ciencias de la Administración Aeroespacial, en 2018.
También ha realizado estudios de postgrado en el Centro de Altos Estudios Nacionales, en el curso Especial de Desarrollo y Defensa Nacional. Además, realizó el curso de Administración y Organización en la Universidad ESAN.
También es administrador aeroespacial, por la Escuela de Oficiales de la Fuerza Aérea del Perú.

### Fuerza Aérea
Se graduó con el grado de alférez, con especialidad de administración general, en diciembre de 1984.
En 1985, se graduó como oficial de la Fuerza Aérea del Perú, con el título de Administración General.
Alcanzó el grado de capitán y pasó a retiro a mediados de los 90.

### Trayectoria
Fue Director de la Asociación Nacional de Emprendedores- ANDE. También ha sido, asesor y coordinador parlamentario (2020-2021) y Coordinador Macro Regional de Programas Sociales del Ministerio de Desarrollo e Inclusión Social - MIDIS (2020-2022).

## Vida política
Postuló en las elecciones regionales de 2018 para el cargo de regidor provincial de Lima, por Unión por el Perú, pero no tuvo éxito.
Fue candidato a la segunda vicepresidencia de la República por Unión por el Perú, en las elecciones generales del 2021.

### Ministro de Estado
El 24 de septiembre de 2022, fue nombrado y posesionado por el presidente Pedro Castillo, como ministro de Defensa del Perú.
El 3 de diciembre del mismo año, presentó su renuncia irrevocable al cargo, alegando "motivos estrictamente personales"; siendo aceptada por el presidente Castillo.